# Clássica Aldeias do Xisto
A Clássica Aldeias do Xisto (chamado oficialmente: Classica Aldeias do Xisto-Cyclin'Portugal), é uma corrida profissional de ciclismo de estrada como clássica que se realiza em Portugal, foi criada no 2017 e recebeu a categoria 1.2 dentro dos Circuitos Continentais UCI fazendo parte do UCI Europe Tour.

## Palmarés
| Ano  | Vencedor                 | Segundo           | Terceiro             |
| ---- | ------------------------ | ----------------- | -------------------- |
| 2017 | Vicente García de Mateos | Rinaldo Nocentini | Andreas Vangstad     |
| 2018 | Daniel Mestre            | Jóni Brandão      | Não declarado        |
| 2019 | Joni Brandão             | Luís Mendonça     | Henrique Casimiro    |
| 2020 | Não se realizou          | Não se realizou   | Não se realizou      |
| 2021 | Joni Brandão             | Tiago Antunes     | Frederico Figueiredo |
| 2022 | Frederico Figueiredo     | José Neves        | Henrique Casimiro    |
| 2023 | Frederico Figueiredo     | Luís Gomes        | Artem Nych           |

## Palmarés por países
Actualizado após edição de 2023
| País     | Vitórias |
| -------- | -------- |
| Portugal | 5        |
| Espanha  | 1        |